# نوفمبر الحلو (فلم 2001)
نوفمبر الحلو (بالإنجليزية: Sweet November) هو فيلم ل كيانو ريفز وتشارليز ثيرون يتحدث عن شابة تتعلق بشاب لمدة شهر بالإضافة للمسات الكوميدية المذهلة إلا أنها تريد الاستقرار معه لشهر ونتيجة لأنه تسبب في منعها من السواقة تحتاج إليه لكنه رفض ومن ثم تراجع عندما شعر بعدم الاستغناء عنها. ونتيجة لمرضها لا تود أن يعيش معها لتظل اللحظات الحميمة فيما بينهم.

## وصلات خارجية
- نوفمبر الحلو على موقع IMDb (الإنجليزية)
- نوفمبر الحلو على موقع ميتاكريتيك (الإنجليزية)
- نوفمبر الحلو على موقع روتن توميتوز (الإنجليزية)
- نوفمبر الحلو على موقع نتفليكس (الإنجليزية)
- نوفمبر الحلو على موقع قاعدة بيانات الأفلام العربية
- نوفمبر الحلو على موقع ألو سيني (الفرنسية)
- نوفمبر الحلو على موقع Turner Classic Movies (الإنجليزية)
- نوفمبر الحلو على موقع أول موفي (الإنجليزية)
- نوفمبر الحلو على موقع بوكس أوفيس موجو (الإنجليزية)
- نوفمبر الحلو على موقع فيلمافينيتي (الإسبانية)

1. 1 2  وصلة مرجع: http://www.imdb.com/title/tt0230838/. الوصول: 7 يوليو 2016.
2. 1 2  وصلة مرجع: http://www.metacritic.com/movie/sweet-november. الوصول: 7 يوليو 2016.
3. ↑  وصلة مرجع: http://www.allocine.fr/film/fichefilm_gen_cfilm=29065.html. الوصول: 7 يوليو 2016.
4. ↑  مذكور في: قاعدة بيانات الأفلام التشيكية السلوفاكية. لغة العمل أو لغة الاسم: التشيكية. تاريخ النشر: 2001.